# مستقبل ضوء (إلكترونيك)
المستقبل الضوئي هو محوّل طاقة يعطينا إشارة كهربائية ناتجة عن الإشعاع البصري الحادث على مساحة اللاقط. المستقبلات الضوئية هي آليات قادرة على تحويل الطاقة الضوئية إلى طاقة كهربائية.

## المركّب الإلكتروني

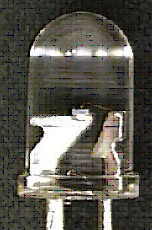
الترانزيستور الضوئي

### تعريف
الملتقط في حالته الجامدة هو الذي يحوّل الطاقة المضيئة إلى طاقة كهربائية والذي يولّد تيار-الضوء من المخرج. تأثير فوتونات الطاقة تحرّض انتقال الإلكترونات من نطاق التكافؤ إلى نطاق التوصيل. المستقبل الضوئي هو مكوّن أساسي في بعض أنظمة الاتصال البصري و عنصر جد ضروري عندما نتحدّث عن منافعه.

### أنواع
- موصلات ضوئية
- ديود ضوئي
- الترانزيستور الضوئي
- مقاومة ضوئية